# 함녕대군
함녕대군(咸寧大君)은 조선 익조의 장남으로, 이름은 이안(李安) 또는 이규수(李嬀水)
이다. 1872년 12월 3일 고종이 대군으로 추봉하였다.

## 가족 관계

### 선조
- 조부 : 조선 추존왕 목조대왕(穆祖大王, ? ~ 1274년)
- 조모 : 효공왕후 평창 이씨(孝恭王后 平昌李氏, ? ~ ?)
  - 아버지 : 조선 추존왕 익조대왕(翼祖大王, ? ~ ?)
- 친외조부 : 미상
- 친외조모 : 미상
  - 친모 : 손씨(孫氏, ? ~ ?)
    - 동생 : 함창대군 이장 또는 이복(咸昌大君 李長 또는 李福, ? ~ ?)
- 법외조부 : 호장 최기열(戶長 崔基烈, ? ~ ?)
- 법외조모 : 미상
  - 법모 : 정숙왕후 등주 최씨 (貞淑王后 登州崔氏, ? ~ ?)
    - 이복동생 : 함원대군 이송 (咸原大君 李松, ? ~ ?)
    - 이복동생 : 조선 추존왕 도조대왕 (度祖大王, ? ~ 1342년)
    - 이복동생 : 함천대군 이원 (咸川大君 李源, ? ~ ?)
    - 이복동생 : 함릉대군 이고태 (咸陵大君 李古泰, ? ~ ?)
    - 이복동생 : 함양대군 이전 (咸陽大君 李腆, ? ~ ?)
    - 이복동생 : 함성대군 이응거 (咸城大君 李應巨, ? ~ ?)
    - 이복동생 : 안의공주 (安懿公主, ? ~ ?)

### 부인과 후손
- 부인 : 부부인 평산 신씨 (府夫人 平山申氏, ? ~ ?)[3]
  - 장남 : 평릉군 이현 (平陵君 李賢, ? ~ ?)[3]